# Bastien Leccia
Bastien Leccia, né le 3 novembre 1919 et mort le 9 avril 2004, est un homme politique français.

## Biographie
Né le 3 novembre 1919 à Conca-di-Porto-Vecchio (Corse-du-Sud), Bastien Leccia fut un fidèle compagnon de François Mitterrand du président de la République. Membre de la Convention des institutions républicaines, qu'il a dirigea dans les Bouches-du-Rhône, cet expert-comptable fut le président la fédération des groupements corses des Bouches-du-Rhône, poste d'influence à Marseille et dans l'ile.
Proche de Gaston Defferre, dont il est le premier adjoint à la mairie de Marseille, Bastien Leccia est en 1981 et 1982 son "délégué spécial" pour les affaires corses au Ministère de l'Intérieur. C'est à ce titre, qu'il participe activement à la mise en place du premier statut de l'île. 
Décédé le 9 avril 2004 à Marseille, Bastien Leccia est inhumé dans son village natal de Conca (Corse-du-Sud).

## Détail des fonctions et des mandats
Mandats parlementaires
- 12 mars 1967 - 30 mai 1968 : Député de la 1re circonscription des Bouches-du-Rhône
- 11 mai 1983 - 1er octobre 1989 : Sénateur des Bouches-du-Rhône